# Amesleiten
Amesleiten ist eine Ortschaft und als Amesleithen eine Katastralgemeinde in der Marktgemeinde Neuhofen an der Ybbs im Bezirk Amstetten, Niederösterreich.

## Geografie
Die Streusiedlung Amesleithen befindet sich im niederösterreichischen Alpenvorland, im Westen des Mostviertels und südlich von Amstetten. Am 1. Jänner 2025 zählte die Ortschaft 402 Einwohner. Zur Ortschaft zählen weiters die Ortsteile Au, Dorf, Elzbach, Haagberg, Schlosssiedlung, Stopfenau und Wurmlehen.

## Geschichte
Im Jahr 1822 wurde der Ort als Rotte mit elf zerstreuten Häusern genannt, die nach Neuhofen eingepfarrt war. In Neuhofen befand sich auch die Schule für die Kinder der Siedlung.
Die Herrschaft Ullmerfeld besaß die Ortsobrigkeit über Amesleiten, übte die Landgerichtsbarkeit aus und besorgte die Konskription. Die Untertanen und Grundholde des Ortes gehörten den Herrschaften Ullmerfeld und Hagberg. Laut Adressbuch von Österreich waren im Jahr 1938 in Amesleiten ein Binder und eine Schneiderin ansässig. Bis zur Gemeindezusammenlegung mit Neuhofen war die Ortschaft ein Teil der damaligen Gemeinde Kornberg.

## Wirtschaft
In der Siedlung ist ein Busunternehmen ansässig und ein Gartencenter.

## Bauwerke und Sehenswürdigkeiten
Einige historische Wohngebäude im Ortskern sind erhalten.
Im größeren Umkreis befinden sich der Tierpark der Stadt Haag (rund 18 km Luftlinie) und das Besucherkraftwerk Ybbs-Persenbeug (24 km Luftlinie).